# José Luis Calva
José Luis Calva Zepeda (Mexico-Stad, 20 juni 1969 - aldaar, 11 december 2007) was een Mexicaans (serie)moordenaar en kannibaal.
Calva had een nare jeugd, zijn vader overleed toen hij twee jaar oud was, en hij was regelmatig slachtoffer van geweld. Op zijn zevende werd hij verkracht door een vriend van zijn broer. Op veertienjarige leeftijd werd hij aangehouden wegens verboden wapenbezit, en was op dat moment ook verslaafd aan alcohol, sigaretten en cocaïne. Calva trouwde en kreeg twee kinderen, maar het echtpaar scheidde in 1996 waarbij zijn ex-vrouw hun kinderen meenam naar de Verenigde Staten. Calva verdiende zijn brood met het schrijven van boeken die hij zelf verkocht, de meeste met horror- of sadistische thema's.
In oktober 2007 werd Calva gearresteerd op verdenking van moord op zijn vriendin Alejandra Galeana, die de zesde van die maand voor het laatst was gezien. De agenten die hem kwamen arresteren troffen hem aan terwijl hij met citroen gegarneerd mensenvlees at. Zij troffen het verminkte lichaam van zijn vriendin aan, stukken mensenvlees in zijn koelkast en menselijke botten in een doos ontbijtgranen. Calva probeerde te ontvluchten door uit het raam te springen, maar raakte daarbij gewond en werd naar het ziekenhuis vervoerd.
Na onderzoek kwamen meer details over zijn leven aan het licht. Calva was een fan van Hannibal Lecter en was op het moment van zijn arrestatie bezig met een boek over kannibalisme. Volgens een profiel dat psychologen na zijn arrestatie opstelden, had hij moeite fictie en werkelijkheid uit elkaar te houden. Een voormalige vriendin meldde bij de politie dat Calva haar had gedwongen zoöfiele pornofilms te bekijken en sadomasochistische seksuele praktijken met hem te bedrijven. Een andere vriendin vertelde bij hem weg te zijn gegaan wegens zijn egocentrische karakter. Hij werd in verband gebracht met acht moorden.
Op 11 december 2007 werd Calva dood in zijn cel aangetroffen. Hij had zichzelf van het leven beroofd door zich aan zijn broekriem op te hangen. Er werd geen zelfmoordbrief aangetroffen.